# Absinthe
Absinthe, to studyjny album supergrupy muzycznej Naked City. Wydawnictwo zrealizowane zostało przez założyciela grupy Johna Zorna (saksofon altowy, wokale) we współpracy z gitarzystą Billem Frisellem, instrumentalistą Wayne'em Horovitzem (instrumenty klawiszowe) oraz Fredem Frithem (gitara basowa) i Joeym Baronem (perkusja).

## Lista utworów
Źródło.
1. Val De Travers – 6:13
2. Une Correspondance – 5:04
3. La Fhe Verte – 5:10
4. Fleurs Du Mal – 4:06
5. Artemisia Absinthium – 4:30
6. Notre Dame De L'Oubli (for O. Messiaen) – 4:47
7. un midi moins dix (part 1) – 4:23
8. la bleue (part 2) – 6:01
9. ...Rend Fou – 6:03